# Nebenschlussgenerator

Nebenschlusserregung
(Selbsterregung)

Als Nebenschlussgenerator wird die Bauweise eines elektrischen Generators bezeichnet, bei der die Erregerwicklung (Feldwicklung) und der Anker (Ankerwicklung) parallel geschaltet sind.

## Beschreibung

Prinzipdarstellung

Da die Erregerwicklung und der Anker eine Parallelschaltung bilden, passt sich der Nebenschlussgenerator viel besser wechselnden Belastungen an, weil hierbei nur ein Teil des Ankerstromes für die Feldentwicklung abgezweigt wird. Wird der Anker aus dem Stillstand angetrieben, so entsteht in ihm eine niedrige Spannung, wenn noch ein Restmagnetismus (Remanenz) vorhanden ist. Der Restmagnetismus wird durch einen kleinen Erregerstrom verstärkt, wenn die Erregerwicklung richtig angeschlossen ist. Dies hat eine größere Spannung zur Folge. Durch dieses Prinzip kann die Maschine sich selbst erregen. Ist jedoch die Erregerwicklung falsch angeschlossen, so wird der Restmagnetismus vom Erregerstrom geschwächt und die Maschine kann sich nicht selbst erregen – auch wenn die Ankerklemmen kurzgeschlossen werden sollten. Soll die Spannung einstellbar sein, so schaltet man einen Feldsteller in den Erregerstromkreis. Dies kann durch einen Drehwiderstand oder einen Schiebewiderstand realisiert werden. Wird der Erregerstromkreis geöffnet, so wird in die Erregerwicklung eine große Spannung induziert, da sich der Erregerstrom sehr schnell ändert. Um eine dadurch entstehende Zerstörung an der Isolation der Wicklung zu verhindern, wird zusätzlich bei geöffnetem Erregerstromkreis über eine Klemme am Feldsteller die Erregerwicklung kurzgeschlossen.

Im Gegensatz zum fremderregten Generator sinkt bei Belastung die Spannung an den Ankerklemmen gegenüber der Leerlaufspannung stärker ab. Der daraus resultierende kleine Spannungsabfall am Ankerwiderstand bewirkt eine Verringerung an der Erregerwicklung und die Spannung sinkt zusätzlich ab. Damit der Restmagnetismus bei einer Drehrichtungsumkehr nicht geschwächt wird, muss in der Erregerwicklung der Strom in gleich bleibender Richtung fließen. Dazu muss der Anker oder die Erregerwicklung umgepolt werden. Da beim selbsterregten Generator keine Fremderregung notwendig ist, gilt dies hier nicht.

Es gibt auch eine Kombination aus Nebenschlussgenerator und Hauptschlussgenerator (Reihenschlussgenerator), die man Doppelschluss- bzw. Compound-Generator nennt.

## Beispiel
Eine Gleichstromlichtmaschine ist ein Nebenschlussgenerator. Über zwei Kohlebürsten wird am Kollektor des Trommelankers eine geglättete Gleichspannung abgenommen.